# Arsaci de Tars
Arsaci (en llatí: Arsacius, en grec antic: Ἀρσάκιος), nascut abans de l'any 324 i mort el 405, va ser patriarca de Constantinoble després del segon exili de Joan Crisòstom.
Era germà de Nectari, que havia estat patriarca bans de Joan Crisòstom, i va ser prevere durant el seu mandat. Havia nascut a Tars, i el seu germà l'havia proposat per ser bisbe d'aquella ciutat, però Arsaci no ho va acceptar.
Ja molt gran, les intrigues de la reina Èlia Eudòxia, esposa d'Arcadi, i de Teòfil, patriarca d'Alexandria, contra Crisòstom, li va permetre l'ascens inesperat al patriarcat de Constantinoble. Arsaci va testificar en un sínode contra Crisòstom, cosa que va tenir influència en la seva condemna.
Va ser consagrat patriarca el 27 de juny de l'any 404. Crisòstom el va denunciar i el va acusar de ser un «adúlter espiritual i un llop amb pell d'ovella». Els ciutadans de Constantinoble, potser amb l'excepció d'alguns funcionaris reials, el va considerar un intrús van fer una assemblea a l'aire lliure,lluny dels recintes sagrats. Arsaco va demanar ajuda a l'emperador Arcadi, que va enviar soldats per a dispersar l'assemblea, i va iniciar una persecució contra els seguidors de Crisòstom. La situació d'ASrsaci era ja intolerable, i els bisbes occidentals es van negar a acceptar la seva autoritat. El papa Innocenci I va demanar al clero de Constantinoble que restituís al vertader arquebisbe.
Arsaci, ja molt vell i amb una forta oposició, va morir l'11 de novembre de l'any 405.